# 隘无角螺
隘无角螺（学名：Akera soluta），又名空蟬貝、水泡貝，为无角螺科无角螺属的动物。
本物種黑田認為日本及鄰近海域的物種有較低的螺塔，還有其他特徵，與其他地區的物種有所差別，所以為日本的物種給予另一個學名（学名：Akera constricta）。現時普遍意見認為這兩個物種沒有分別。

## 型態描述
有一個薄薄的樽型或桶型外殼。以石莼属海藻為食。
目前對本物種的認識不多，只知道其殼長可達45 mm。

## 分佈
本物種分佈於印度洋及西太平洋，包括南非、红海、毛里求斯岛、安达曼群岛、斯里兰卡、塞舌尔群岛、日本房總半島以南的淺海、菲律宾、托里斯海峡以及中国大陆的海南等地，属于暖水性种类。其常栖息于潮间带低潮线泥砂质底。

## 外部連結
- 維基物種上的相關：隘无角螺